# Słupia Wielka
Słupia Wielka – osada w Polsce położona w województwie wielkopolskim, w powiecie średzkim, w gminie Środa Wielkopolska. Leży na trasie Średzkiej Kolei Powiatowej.
Dawniej podzielona na dwie odrębne wsie i dwa różne majątki - Słupia Wielka i Mała. Podczas zaborów występowały pod nazwą Gross i Klein Slupia. Około połowy XIX w. z map zniknęła nazwa Słupa Mała. Podczas II wojny światowej wprowadzono od nazwiska ówczesnych właścicieli nazwę Bleckersdorf. Obecna nazwa zaczęła funkcjonować po wojnie.
Do dziś zachował się kompleks budynków dawnego majątku składający się z pałacu w parku i budynków gospodarczych wokół podwórza folwarcznego. W drugiej połowie XIX wieku wieś przeszła w ręce rodziny niemieckiej. Pierwszym niemieckim właścicielem był Wilhelm Schemmann, kolejnym rodzina Bleeker-Kohlsaat. Niewielki pałac w typie renesansowej wili włoskiej został zbudowany zapewne dla tej rodziny w trzeciej ćwierci XIX w. W pomieszczeniach parteru rozplanowano wnętrza reprezentacyjne, natomiast mieszkalne, dostępne z osobnej bocznej klatki schodowej, zlokalizowano na drugiej kondygnacji. W okresie międzywojennym majątek liczył około 600 ha i specjalizował się w uprawie nasion buraków cukrowych. Po drugiej wojnie światowej (1952 r.) w Słupi utworzono rolniczą stację doświadczalną powiązaną z miejscowym PGR. W latach 1965–66 ośrodek w Słupi uzyskał status samodzielnej placówki naukowo-badawczej. Budowę nowoczesnego ośrodka naukowo-badawczego, położonego na północ od pałacu, rozpoczęto w 1967 r., według projektu J. Kopydłowskiego. Placówka nosi obecnie nazwę Centralny Ośrodek Badania Odmian Roślin Uprawnych i podporządkowana jest Ministerstwu Rolnictwa. W dawnym pałacu zlokalizowano jedną ze stacji badawczych ośrodka, jak i pomieszczenia mieszkalne. Pałac i park krajobrazowy w dobrym stanie, dostępne dla zwiedzających.
We wsi znajduje się Szkoła Podstawowa, a także filia Miejskiej Biblioteki Publicznej w Środzie Wlkp. podporządkowana filii tejże biblioteki w Pławcach.
W latach 1975–1998 miejscowość administracyjnie należała do województwa poznańskiego.